# DzygaMDB
DzygaMDB (от англ. Movies Database, «база фильмов») — украинский онлайн-ресурс с базой данных о кино, телевизионных и видеопроектах, персоналиях, компаниях и услугах в сфере видеопроизводства.
DzygaMDB имеет украиноязычный и англоязычный варианты. Планируется привлечь к базе продукцию стран Центральной и Восточной Европы.
База данных включает информацию о более чем 4000 украинских и копродукционных кино-, телефильмов и телесериалов, телевизионных проектов и т. д.; есть информация о более чем 35000 актёров, режиссёров и других профессионалов украинского и зарубежного кино.
Разработка и поддержка DzygaMDB осуществляется ООО «DzygaMDB» (ООО «Дзыгаэмдиби»).

## История
Идея создания инновационной платформы DzygaMDB, которая объединит специалистов кино- и аудиовизуального рынка, была инициирована Украинской киноакадемией в 2018 году. Работа над проектом длилась полтора года. Использовался опыт Internet Movie Database (IMDB), а также агрегатора рецензий Rotten Tomatoes и частично платформы для кастингов Spotlight.
Бесплатная DzygaMDB и версия DzygaMDB PRO представлены в Киеве 22 октября 2019 года. Изначально презентация DzygaMDB планировалась на 19 апреля 2019 года на торжественной церемонии вручения кинопремии «Золотая дзига», но она была перенесена на осень. Ресурсы представлены как платформа для создания самой полной базы данных, проведения кастингов, поиска нужных специалистов и тому подобное. Посетители могут видеть базу фильмов, оценивать их, просматривать трейлеры, узнавать различную информацию о датах выхода лент в прокат и на телеэкраны, бокс-офисы и т. д.
Зарегистрированные пользователи могут предлагать к публикации новости и информацию о действующих и планируемых проектах.

## Соучредители DzygaMDB
- Виктория Тигипко — управляющий партнёр фонда TA Ventures, президент Одесского международного кинофестиваля и глава наблюдательного совета Украинской киноакадемии;
- Анна Мачух — исполнительный директор Украинской киноакадемии и директор по развитию бизнеса Одесского международного кинофестиваля.

## Цель проекта
Целью проекта является:
- открыть все возможности украинского аудиовизуального сектора для мира;
- помочь украинским кинопрофессионалам распространить информацию о собственных проектах, а также автоматизировать сложные процессы: организацию кастинга, поиск специалистов и прочее;
- привлечь внимание пользователей сети Интернет к аудиовизуальному сектору Украины.

## Прямые трансляции
3 мая 2020 года на DzygaMDB состоялась трансляция торжественной церемонии вручения Четвёртой национальной кинопремии «Золотая дзига», которая в 2020 году прошла в онлайн-формате из-за карантина, действующего на Украине в связи с пандемией COVID-19.

## Хакерская атака
14 января 2020 года DzygaMDB подверглась хакерской атаке, в результате которой была повреждена база данных сайта. Злоумышленникам из неизвестного источника не удалось получить доступ к персональным данным пользователей. 16 января работа сайта была восстановлена, однако была утрачена информация, внесённая на ресурс с 8 декабря 2019 по 14 января 2020 года.

## Цитаты
Виктория Тигипко:
«DzygaMDB — это серьёзная платформа для развития украинского кино и интеграции его в международную киноиндустрию. Миссия проекта — интегрировать Украину в международный кинобизнес, в международное киносообщество, объединить наши потребности с запросами международного аудиовизуального бизнеса».
Анна Мачух:
«Начиная работу над проектом, мы тщательно изучили мировой опыт подобных платформ, а также реалии украинского рынка. В нашем ресурсе мы объединили три важные составляющие. Итак, DzygaMDB — это новый информационный ресурс о кино для зрителей и кинокритиков, это база данных о компаниях, проектах и профессионалах, работающих на рынке, а также это удобный инструмент для проведения кастингов и поиска специалистов».